# Alberto da Ripa
Alberto da Ripa (Mantua, 1500 - París, 1551) fue un laudista y compositor italiano.
De familia noble, trabajó en la corte de Francisco I, por el que fue nombrado, en 1533, valet de chambre, y más tarde señor de Beauregard-en-Dombes (1536), capitaine de Montils-pre-Blois y señor de Carrois-en-Brie. Actuó para el emperador Carlos V, por Enrique VIII de Inglaterra y para el papa Pablo III.
Virtuoso de gran fama, tuvo entre sus discípulos a Guillaume de Morlaye, el cual publicó seis libros póstumos de Tabulature de Leut, escritos por su maestro. Dentro de antologías de aquella época se pueden encontrar otras composiciones suyas.